# Arctocephalus
Arctocephalus (zuidelijke zeeberen) is een geslacht uit de familie van de oorrobben.

## Soorten
Het geslacht kent de volgende soorten:
- Arctocephalus australis – Zuid-Amerikaanse zeebeer
- Arctocephalus forsteri – Australische zeebeer of Nieuw-Zeelandse zeebeer
- Arctocephalus galapagoensis – Galapagoszeebeer
- Arctocephalus gazella – Kerguelenzeebeer
- Arctocephalus philippii – Juan Fernández-zeebeer
- Arctocephalus pusillus – Kaapse pelsrob
  - Arctocephalus pusillus pusillus – Zuid-Afrikaanse zeebeer
  - Arctocephalus pusillus doriferus – West-Australische zeebeer
- Arctocephalus townsendi – Guadalupezeebeer
- Arctocephalus tropicalis – Subantarctische zeebeer

## Afbeeldingen

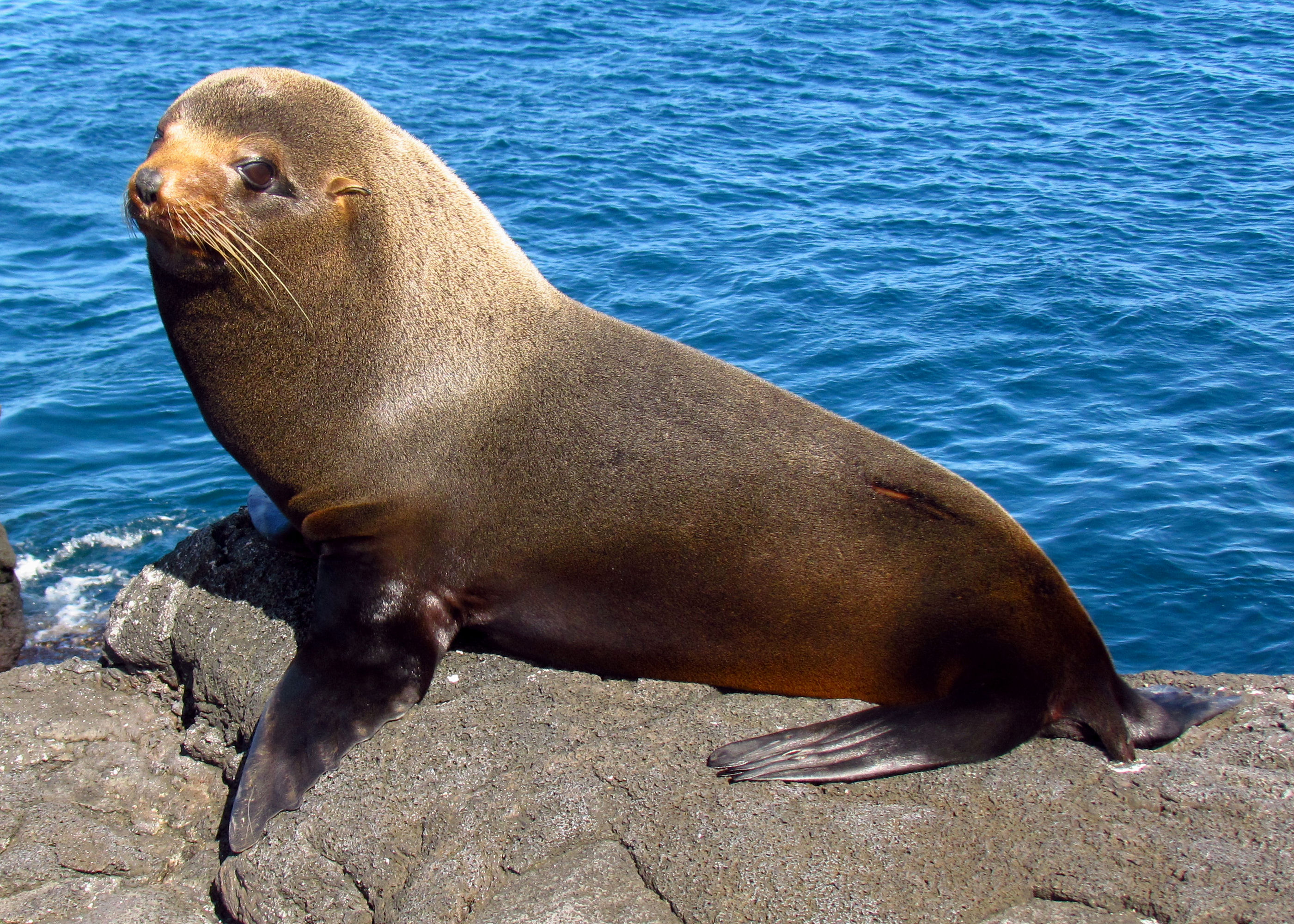
Galápagoszeebeer
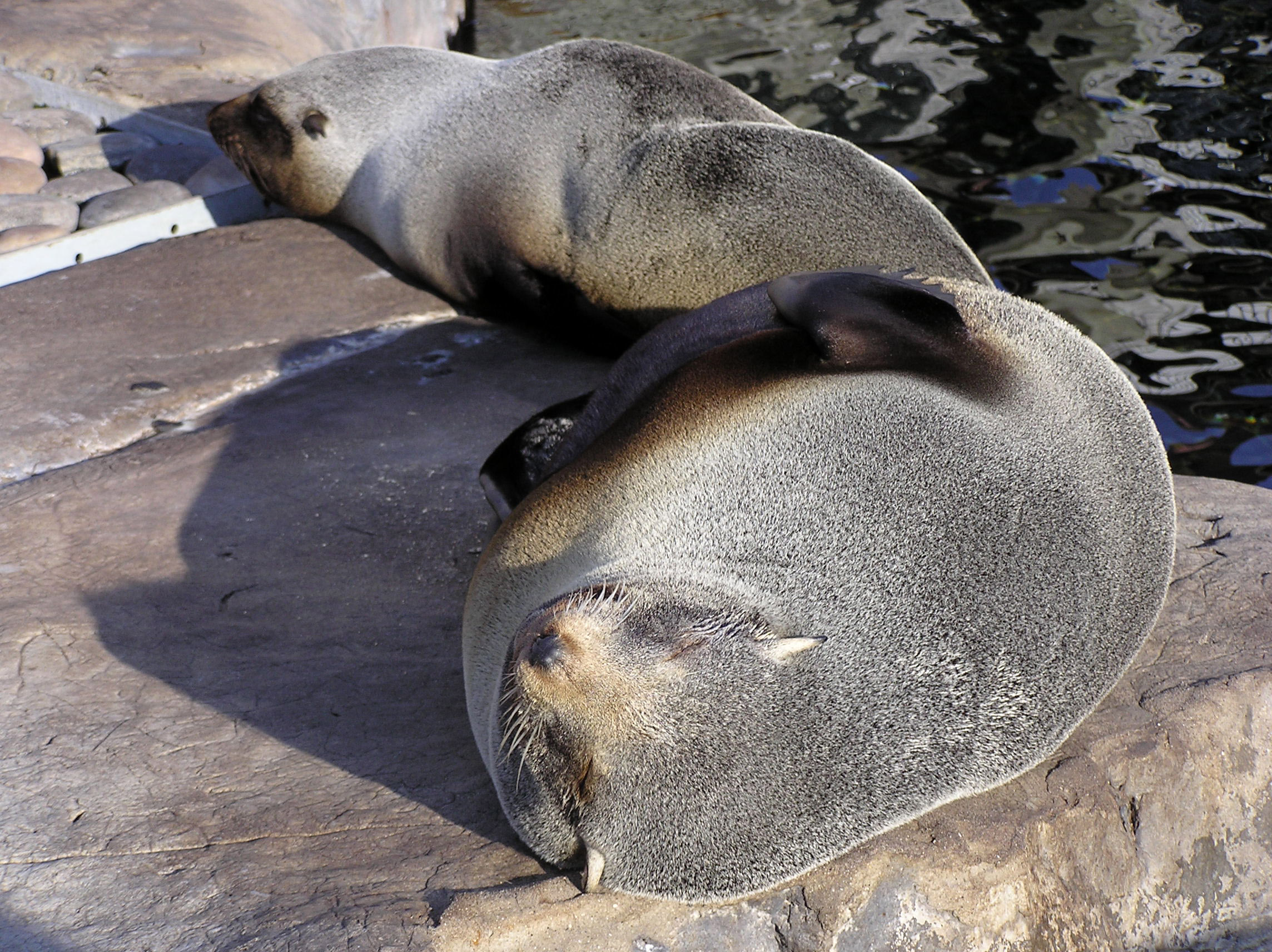
Zuid-Amerikaanse zeebeer
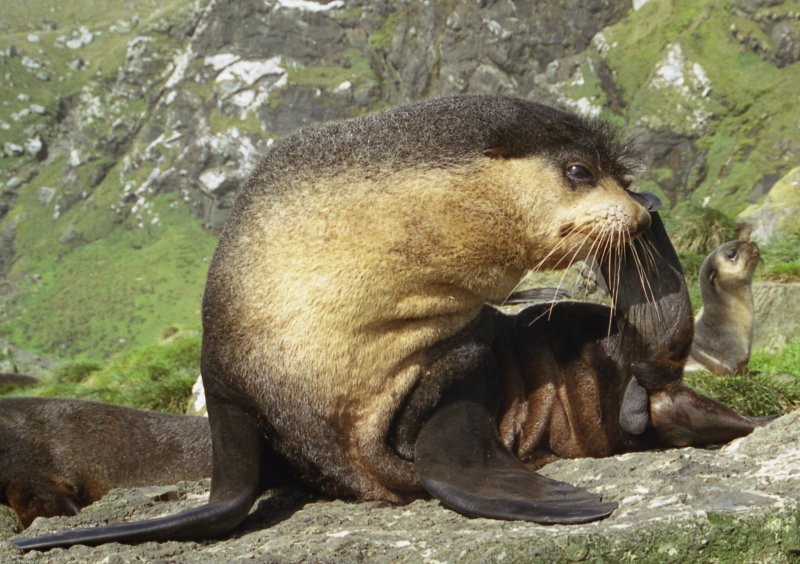
Mannetje Subantarctische zeebeer
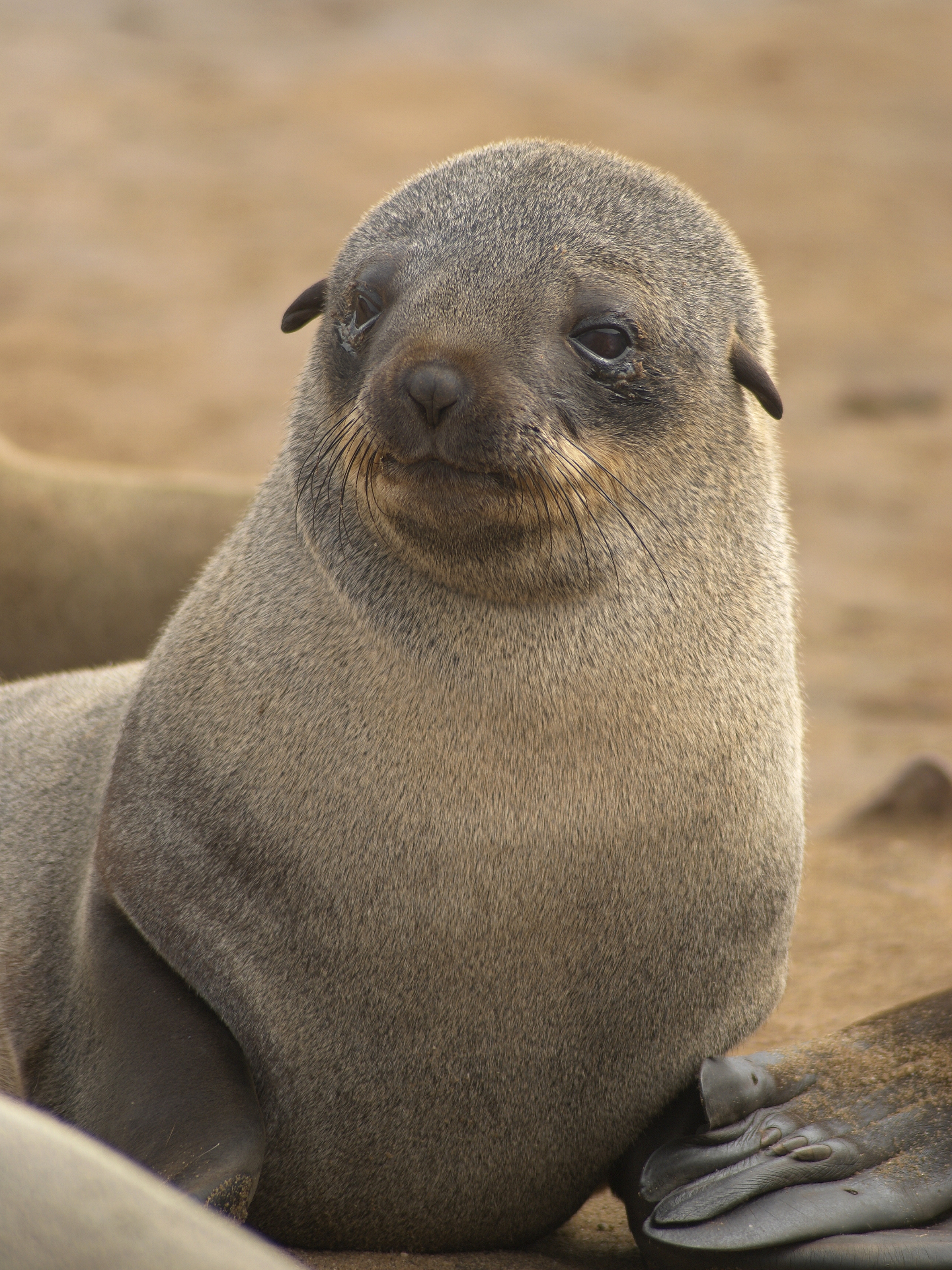
Zuid-Afrikaanse zeebeer